# 10158 Таробо
10158 Таробо (10158 Taroubou) — астероїд головного поясу, відкритий 3 грудня 1994 року.
Тіссеранів параметр щодо Юпітера — 3,462.
Названо на честь Таробо (яп. たろうぼう(太郎坊) таро:бо:).